# Museu da Guarda
O Museu da Guarda, situado no centro da cidade da Guarda, Portugal, está instalado no antigo Seminário Episcopal construído em 1601 por D. Nuno de Noronha.
É herdeiro do Museu Regional da Guarda fundado em 1940, sob a dependência da Câmara Municipal, no âmbito das Comemorações Centenárias. Em 1983 iniciaram-se obras de remodelação do edifício e elaborou-se um plano museológico para a apresentação da colecção permanente. Abriu ao público em junho de 1985, sob a designação de Museu da Guarda e na dependência do IPPC. Ocupa todo o espaço do antigo Seminário e parte do antigo Paço Episcopal.
Foi tutelado pelo IMC até 2016, quando a sua tutela passou para a Câmara Municipal da Guarda, recuperando o antigo nome de Museu Regional da Guarda.
Na sua exposição permanente, destacam-se um biface datado de há 100 000 anos e os forais manuelinos da cidade da Guarda e do Jarmelo.
A tutela do museu vai passar para o município até ao final de 2023.

## Instalações
O edifício onde está instalado o Museu possui várias áreas fundamentais:
- Piso térreo: exposição permanente e exposições temporárias em 3 salas;
- 1º andar: auditório (50 lugares), galeria de arte, escritórios administrativos e biblioteca.